# ماساتوشي ميهارا
ماساتوشي ميهارا (باليابانية: 三原 雅俊) (2 أغسطس 1988 في كوماموتو في اليابان – )؛ هو لاعب كرة قدم ياباني سابق كان يلعب كلاعب وسط.

## وصلات خارجية
- ماساتوشي ميهارا على موقع رابطة كرة القدم اليابانية للمحترفين (اليابانية)
- ماساتوشي ميهارا على موقع إي إس بي إن إف سي (الإنجليزية)
- ماساتوشي ميهارا على موقع قاعدة بيانات كرة القدم.إي يو (الإنجليزية)
- ماساتوشي ميهارا على موقع Soccerbase.com (لاعب) (الإنجليزية)
- ماساتوشي ميهارا على موقع Soccerway.com (الإنجليزية)
- ماساتوشي ميهارا على موقع عالم كرة القدم.نت (الإنجليزية)
- ماساتوشي ميهارا على موقع كووورة